# Пшиборовиці (Свентокшиське воєводство)
Пшиборовиці (пол. Przyborowice) — село в Польщі, у гміні Боґорія Сташовського повіту Свентокшиського воєводства.
Населення — 254 особи (2011).
У 1975-1998 роках село належало до Тарнобжезького воєводства.

## Демографія
Демографічна структура на день 31 березня 2011 року:
|          | Загалом | Допрацездатний вік | Працездатний вік | Постпрацездатний вік |
| -------- | ------- | ------------------ | ---------------- | -------------------- |
| Чоловіки | 127     | 33                 | 82               | 12                   |
| Жінки    | 127     | 36                 | 68               | 23                   |
| Разом    | 254     | 69                 | 150              | 35                   |